# 昭和八十三年度! ひとり紅白歌合戦
『桑田佳祐 Act Against AIDS 2008 昭和八十三年度! ひとり紅白歌合戦』（くわたけいすけ アクト・アゲインスト・エイズ にせんはち しょうわはちじゅうさんねんど ひとりこうはくうたがっせん）は、桑田佳祐のライブ・ビデオ。2009年3月25日にDVDとBlu-rayで発売。発売元はタイシタレーベル / ビクターエンタテインメント / SPEEDSTAR RECORDS。

## 背景
2008年11月30日から12月2日にパシフィコ横浜 国立大ホールにて、「Act Against AIDS」（AAA）の一環として行った同名ライブイベントを収録した作品である。最終日の12月2日にはWOWOWで生中継されたが、今回は別アングルでの収録となっている。

## リリース
毎回何らかのテーマを設けて選曲が行われる桑田のAAAだが、今回は「ひとり紅白歌合戦」と称し、昭和20年代の昭和歌謡曲（懐メロ）から平成のJ-POPまでさまざまなヒット曲を桑田がカバーする作品。コンサートの準備段階から企画に対して関係各所に協力をしてもらったこともあり、DVD化の話が浮上。すばらしいステージが残せるというだけでなく、AAAの活動趣旨をより多くの人に理解してもらうきっかけが広がることに各楽曲の権利所有者が賛同したことにより、演奏曲全61曲の収録が実現している。
桑田のAAAとしては1996年開催、1997年発売の『夷撫悶汰（いヴもんた）レイト・ショー 〜長距離歌手の孤独 in Jazz Cafe〜』以来となる映像化で、DVDのほか、桑田のソロ作品では初めてBlu-ray Discの形態でも発売された。
ライブ・DVD・Blu-rayにおいての収益金の一部は、AAA事務局を通じ、さまざまなエイズ啓発活動に使用される。

## ライブ

### スケジュール
- 2008年11月30日・12月1日・12月2日 パシフィコ横浜 国立大ホール

### エピソード
バックモニターでは桑田が総合司会の宮田出留（元ネタは宮田輝）や、内山田洋とクール・ファイブのメンバーに扮するなどの遊び心のあるコスプレを行った。また、本家紅白を意識し白組司会の西郷マネ彦（元ネタは西郷輝彦）と紅組司会の水前寺キン子（元ネタは水前寺清子）が進行・曲紹介を行った。この2体はマネキンであり、声はスタッフがあてていた。
オープニングのナレーションはクリス・ペプラー。「特別審査員」として爆笑問題がVTR出演している。

## チャート成績
DVD・Blu-rayの累計出荷枚数は20万枚を記録している。

## 収録曲
- カッコ内はオリジナルの歌手、リリース年。DVDは39.までがDisc1、40.からDisc2。

1. サン・トワ・マミー （越路吹雪、1964）
2. 青い山脈 （藤山一郎、1949）
3. コーヒー・ルンバ （西田佐知子、1961）
4. 上を向いて歩こう （坂本九、1961）
5. 君だけに愛を （ザ・タイガース、1968）
6. 恋の季節 （ピンキーとキラーズ、1968）
7. 君に会いたい （ザ・ジャガーズ、1967）
8. 恋のハレルヤ （黛ジュン、1967）
9. ブルー・シャトウ （ジャッキー吉川とブルー・コメッツ、1967）
10. 太陽は泣いている （いしだあゆみ、1968）
11. 風が泣いている （ザ・スパイダース、1967）
12. 夕陽が泣いている （ザ・スパイダース、1966）
13. 真赤な太陽 （美空ひばり、1967）
14. 学生街の喫茶店 （GARO、1972）
15. 五番街のマリーへ （ペドロ&カプリシャス、1973）
16. 心の旅 （チューリップ、1973）
17. あの日にかえりたい （荒井由実、1975）
18. さよならをするために （ビリー・バンバン、1972）
19. シルエット・ロマンス （大橋純子、1981）
20. ルビーの指環 （寺尾聰、1981）
21. 時代 （中島みゆき、1975）
22. いいじゃないの幸せならば （佐良直美、1969）
23. さらば恋人 （堺正章、1971）
24. 経験 （辺見マリ、1970）
25. 空に太陽がある限り （にしきのあきら、1971）
26. 終着駅 （奥村チヨ、1971）
27. 長崎は今日も雨だった （内山田洋とクール・ファイブ、1969）
28. 他人の関係 （金井克子、1973）
29. 君といつまでも （加山雄三、1965）
30. だまって俺について来い （ハナ肇とクレイジーキャッツ、1964）
31. スーダラ節 （ハナ肇とクレイジーキャッツ、1961）
32. ハイそれまでョ （ハナ肇とクレイジーキャッツ、1962）
33. ふりむかないで （ザ・ピーナッツ、1962）
34. 可愛い花 （ザ・ピーナッツ、1959）
35. 情熱の花 （ザ・ピーナッツ、1959）
36. 恋のフーガ （ザ・ピーナッツ、1967）
37. 恋のバカンス （ザ・ピーナッツ、1963）
38. LOVE LOVE LOVE （DREAMS COME TRUE、1995）
39. ロビンソン （スピッツ、1995）
40. 襟裳岬 （森進一、1974）
41. 舟唄 （八代亜紀、1979）
42. SWEET MEMORIES （松田聖子、1983）
43. 3年目の浮気 （ヒロシ&キーボー、1982）
  - サザンオールスターズのメンバーである松田弘・原由子が「ヒロシ&ハラボー」として歌唱[6]。
44. いい日旅立ち （山口百恵、1978）
45. 現代東京奇譚 （桑田佳祐、2007）
46. 少女A （中森明菜、1982）
47. 愚か者 （近藤真彦、1987）
48. 狙いうち （山本リンダ、1973）
49. 情熱の嵐 （西城秀樹、1973）
50. 渚のシンドバッド （ピンク・レディー、1977）
51. 勝手にしやがれ （沢田研二、1977）
  - この2曲は、サザンオールスターズのデビュー曲「勝手にシンドバッド」の由来となっている[8]。
52. キューティーハニー （倖田來未、2004）
53. GOLDFINGER '99 （郷ひろみ、1999）

ENCORE
1. 時の流れに身をまかせ （テレサ・テン、1986）
2. 涙そうそう （BEGIN、2000）
3. もらい泣き （一青窈、2002）
4. タイガー&ドラゴン （クレイジーケンバンド、2002）
5. ラヴ・イズ・オーヴァー （欧陽菲菲、1982）
6. また逢う日まで （尾崎紀世彦、1971）
7. 魅せられて （ジュディ・オング、1979）
8. あの鐘を鳴らすのはあなた （和田アキ子[注 2]、1972）

## 参加ミュージシャン
- 桑田佳祐 (Vo&Gt)
- 斎藤誠 (Gt)
- 小倉博和 (Gt)
- 片山敦夫 (Ky)
- 深町栄 (Ky)
- 井上富雄 (Bs)
- 小田原豊 (Ds)
- 高橋結子 (Psi)
- 包国充 (Sx&Fl)
- Andy Wulf (Sx&Fl)
- 今尾敏道 (Sx&Fl)
- つづらのあつし (Sx&Fl)
- 佐々木史郎 (Tp)
- 鈴木正則 (Tp)
- 荒木敏男 (Tp)
- 中川英二郎 (Tb)
- 佐野聡 (Tb)
- 松本治 (Tb)
- 金原千恵子 (Vn)
- 堀沢真己 (Cl)
- 清水美恵 (Cr)
- 安奈陽子 (Chr)
- 角谷仁宣 (Sth&Pmm)